# Speak Your Mind
Speak Your Mind é o álbum de estreia da cantora e compositora inglesa Anne-Marie, lançado em 27 de abril de 2018 pela Major Tom's e Asylum. Anne-Marie anunciou o álbum em 21 de fevereiro de 2017, e foi disponibilizado para pré-encomenda em 23 de fevereiro de 2017. O álbum foi precedido pelo lançamento de sete singles e contou com colaborações de Marshmello, Clean Bandit, David Guetta e Sean Paul.
Speak Your Mind recebeu "críticas geralmente favoráveis". O álbum foi um sucesso comercial chegando ao número 3 nas paradas UK Albums(OCC) do Reino Unido, e na Scottish Albums (OCC) da Escócia. Ele também alcançou a posição de número 4 na parada de álbuns irlandeses (IRMA). Desde então, foi certificado como platina no Reino Unido (BPI) e nos Estados Unidos (RIAA).

## Fundo
Conversando com a revista de cultura pop polonesa Luvpop sobre o título do álbum, Anne-Marie disse: "Eu sinto que foi isso que eu fiz no álbum. Eu não sou uma pessoa tímida, falo muito e não sou... Eu não tenho nada, sou honesta com as pessoas e aberta. E eu sinto que é como eu tenho sido nesse álbum, então faz sentido."

## Promoção

### Singles
"Alarm" foi lançado como o primeiro single de Speak Your Mind em 20 de Maio de 2016. O single foi o primeiro grande sucesso de Anne-Marie no mundo todo, atingindo a posição de número 16 no UK Singles Chart. Além disso, a canção alcançou o top 20 na Austrália e Escócia, bem como o top 40 em sete países. Ganhou certificado de Platina no Reino Unido, Austrália e Polônia, e Ouro nos Estados Unidos e Canadá. O vídeo musical para a canção, também lançado em 20 de Maio de 2016, foi dirigido por Malia James e filmado na Cidade do México. Ele é vagamente inspirado por Baz Luhrmann's de 1996, filme Romeu + Julieta.
"Ciao Adios" foi lançado como o segundo single oficial em 10 de fevereiro de 2017. O single tornou-se seu primeiro hit top dez no Reino Unido, alcançando a posição de número 9, e alcançando o top dez na Bélgica, países baixos, Polônia, e a Escócia. O single teve sucesso moderado em outros lugares. O vídeo da música foi lançado em 9 de Março de 2017, no YouTube e apresenta Anne-Marie com a sua turma dançando em Marrakech (Marrocos), com abundância de cores.
"Heavy", foi lançado em 15 de setembro de 2017 como o terceiro single do álbum. Não conseguindo o mesmo sucesso de "Alarm" e "Ciao Adios", acabou alcançando o top 40 no Reino Unido e nos charts de outros territórios. O vídeo da música "Heavy", foi lançado em 16 de outubro de 2017.
"Then", foi lançado como o quarto single em 15 de dezembro de 2017. Conseguiu chegar na posição 87 no UK Singles chart.
"Friends", uma colaboração com o DJ norte-americano Marshmello, foi lançada como quinto single em 9 de fevereiro de 2018. Alcançou o top dez do Reino Unido, Irlanda, Hungria, bem como a parte superior de quarenta e doze países. A canção também se tornou a primeira entrada de Anne-Marie na Billboard Hot 100 como artista principal, onde chegou ao auge de número 21. O vídeo da música, dirigido por Hannah Lux Davis, foi lançado em 16 de fevereiro de 2018. No vídeo, Marie e um grupo de amigas aparecem em uma festa em casa. Marshmello continua evitando a se retirar. No entanto, como a casa é de Anne-Marie, ela tenta expulsá-lo, porém ele continua a encontrar maneiras de voltar para casa, o que irrita Anne-Marie e suas amigas.
"2002" foi lançado como o sexto single em 20 de abril de 2018. A canção estreou no número 8 no Reino Unido, tornando-se o quarto hit top 10 de Anne-Marie no Reino Unido, antes de subir para o terceiro lugar, sendo a melhor música de Anne-Marie como artista principal. Também alcançou o top dez na Irlanda, Escócia e Austrália.
Uma versão remixada de "Perfect" intitulada "Perfect to Me" foi lançada como single em 2 de novembro de 2018. Chegou a posição de número 57 no Reino Unido.

### Singles promocionais
Em 21 de outubro de 2016, uma versão despojada de "Peak" foi lançada. Mais tarde, tornou-se a versão principal da música e foi incluída em "Speak Your Mind" como o primeiro single promocional.

### Turnê
Para divulgação do álbum, Marie saiu em turnê mundial com a Speak Your Mind Tour (2018-19).

## Recepção critica
| Críticas profissionais | Críticas profissionais |
| Pontuações agregadas   | Pontuações agregadas   |
| Fonte                  | Avaliação              |
| ---------------------- | ---------------------- |
| AnyDecentMusic?        | 5.8/10                 |
| Metacritic             | 62/100                 |
| Avaliações da crítica  |                        |
| Fonte                  | Avaliação              |
| AllMusic               | [ 44 ]                 |
| Clash                  | 6/10                   |
| The Independent        | [ 46 ]                 |
| NME                    | [ 47 ]                 |
| The Observer           | [ 48 ]                 |

Speak Your Mind recebeu críticas mistas de críticos de música. No Metacritic, que atribui uma classificação normalizada de 100 a críticas de críticos mainstream, o álbum tem uma pontuação média de 62 com base em oito revisões, indicando "revisões mistas ou médias".

## Lista de faixas
A lista de faixas foi revelada pela cantora em seu Facebook no dia 23 de fevereiro de 2018.
| Edição padrão e vinil |                            |                                                                            |                                                                      |         |  |
| N.º                   | Título                     | Compositor(es)                                                             | Produtor(es)                                                         | Duração |  |
| 1.                    | "Cry"                      | Anne-Marie Nicholson Jennifer Decilveo                                     | Jennifer Decilveo                                                    | 4:32    |  |
| 2.                    | "Ciao Adios"               | Nicholson Tom Meredith Decilveo Mason Levy                                 | Tom Meredith MdL                                                     | 3:19    |  |
| 3.                    | "Alarm"                    | Nicholson Steve Mac Wayne Hector Ina Wroldsen                              | Steve Mac Amir Amor [b]                                              | 3:25    |  |
| 4.                    | "Trigger"                  | Scott Harris Chris Loco Emily Warren                                       | Loco Moon Willis [b]                                                 | 3:13    |  |
| 5.                    | "Then"                     | Nicholson Wroldsen Mac                                                     | Mac                                                                  | 3:34    |  |
| 6.                    | "Perfect"                  | Nicholson Decilveo Levi Lennox                                             | Decilveo Lennox                                                      | 3:53    |  |
| 7.                    | "Friends" (com Marshmello) | Nicholson Christopher Comstock Natalie Dunn [ 53 ]                         | Marshmello                                                           | 3:22    |  |
| 8.                    | "Bad Girlfriend"           | Nicholson Paul Blair Nicholas Monson Alexandra Yatchenko Mark Nilan Jr.    | Monson                                                               | 3:26    |  |
| 9.                    | "Heavy"                    | Nicholson George Astasio Jason Pebworth Jon Shave Tash Phillips Iain James | The Invisible Men Nana Rogues MNEK [b] Jonathan White Team Salut [b] | 2:52    |  |
| 10.                   | "2002"                     | Nicholson Mac Edward Sheeran Julia Michaels Benjamin Levin                 | Mac                                                                  | 3:06    |  |
| 11.                   | "Can I Get Your Number"    | Nicholson Decilveo Thomas Barnes Peter Kelleher Benjamin Kohn              | TMS Sam Klempner [b]                                                 | 3:20    |  |
| 12.                   | "Machine"                  | Nicholson Teddy Geiger Ilsey Juber                                         | Geiger Zach Nicita                                                   | 4:07    |  |
| Duração total:        | Duração total:             | Duração total:                                                             | Duração total:                                                       | 42:08   |  |

| Faixas bônus da edição deluxe (download digital) |                                                                      |                                                             |                                         |         |  |
| N.º                                              | Título                                                               | Compositor(es)                                              | Produtor(es)                            | Duração |  |
| 13.                                              | "Breathing Fire"                                                     | Nicholson McCutcheon Wroldsen [ 55 ]                        | Mac                                     | 3:54    |  |
| 14.                                              | "Some People"                                                        | Nicholson Decilveo Ball                                     | Ball                                    | 3:11    |  |
| 15.                                              | "Used to Love You"                                                   | Nicholson Fraser Thornycroft-Smith                          | Smith Lostboy Jacob Manson Decilveo [b] | 4:09    |  |
| 16.                                              | "Peak"                                                               | Nicholson Bradley Ellis Laura Dockrill [ 56 ]               |                                         | 3:46    |  |
| 17.                                              | "Rockabye" (Clean Bandit com participação de Sean Paul e Anne-Marie) | Jack Patterson Wroldsen Mac Ammar Malik Sean Paul Henriques | Jack Patterson Mark Ralph Steve Mac     | 4:11    |  |
| Duração total:                                   | Duração total:                                                       | Duração total:                                              | Duração total:                          | 61:22   |  |

| Faixas bônus da edição deluxe (relançamento digital) |                                                                      |                                                    |                 |         |  |
| N.º                                                  | Título                                                               | Compositor(es)                                     | Produtor(es)    | Duração |  |
| 18.                                                  | "Don't Leave Me Alone" (David Guetta com participação de Anne-Marie) | David Guetta Linus Wiklund Noonie Bao Sarah Aarons | Guetta Lotus IV | 3:03    |  |
| Duração total:                                       | Duração total:                                                       | Duração total:                                     | Duração total:  | 64:25   |  |

| Faixas bônus da edição deluxe (CD) |                    |                                                            |                                     |         |  |
| N.º                                | Título             | Compositor(es)                                             | Produtor(es)                        | Duração |  |
| 13.                                | "Breathing Fire"   | Nicholson McCutcheon Wroldsen                              | Mac                                 | 3:54    |  |
| 14.                                | "Some People"      | Nicholson Decilveo Ball                                    | Ball                                | 3:11    |  |
| 15.                                | "Used to Love You" | Nicholson Fraser Thornycroft-Smith                         | Smith Lostboy Manson Decilveo [b]   | 4:09    |  |
| 16.                                | "Rockabye"         | Jack Patterson Wroldsen Mac Ammar Mali Sean Paul Henriques | Jack Patterson Mark Ralph Steve Mac | 4:11    |  |

| Faixas bônus da edição japonesa |                   |                          |                |         |  |
| N.º                             | Título            | Compositor(es)           | Produtor(es)   | Duração |  |
| 13.                             | "Peak" (Stripped) | Nicholson Ellis Dockrill |                | 3:43    |  |
| 14.                             | "Karate"          | Nicholson Dockrill Ellis | Ellis          | 3:25    |  |
| Duração total:                  | Duração total:    | Duração total:           | Duração total: | 49:33   |  |

Notas
- ↑[b]  significa um produtor adicional.
- "2002" contém elementos de:
  - "Oops!... I Did It Again" escrita por Max Martin e Rami Yacoub.
  - "99 Problems" escrita por  Tracy Marrow, Alphonso Henderson e George Clinton Jr.
  - "Bye Bye Bye" escrita por  Andreas Carlsson, Jacob Schulze e Kristian Lundin
  - "Ride wit Me" escrita por William DeBarge, Eldra DeBarge, Etterlene Jordan, Jason Epperson, Lavell Webb e Cornell Haynes
  - "...Baby One More Time" escrita por Max Martin

## Créditos
Lista-se abaixo todos os profissionais envolvidos na elaboração de Speak Your Mind, créditos adaptados do AllMusic.
| Locais de gravação - Pineapple Box (Los Angeles) – gravação (faixa 1) - Rustic Road – gravação de vocais, guitarra, baixo, teclados, programação de sintetizador e bateria (faixa 2) - Miloco's 'The Pool' (Londres) – gravação de vocais (faixa 2) - Sarm Studios (Londres) – gravação de vocais (faixa 2) - Rokstone Studios (Londres) - gravação (faixas 3, 5, 10) - The Garden (Londres) - gravação (faixa 4) - SARM Music Village (Londres) - gravação (faixas 4, 7, 9) - Strongroom Studios (Londres) - gravação (faixa 6) - Atlantic Records (Los Angeles) – gravação (faixa 8) - Grove Studios (Londres) - gravação (faixa 9) - NPAP Sounds (Londres) – gravação (faixa 9) - Straight Forward Music (Londres) – gravação (faixa 9) - Major Tom's (Londres) – gravação (faixa 9) - The Music Shed (Londres) – gravação (faixa 11) - Inspiration Way (Tujunga, CA) – gravação (faixa 12) - Hazelville Road Studios – gravação (faixa 13 (Faixa bônus japonesa)) - 88 Hazelville Road (Londres) – gravação (faixa 14 (Faixa bônus japonesa)) Locais de mixagem e masterização - The Nest (Reino Unido) - mixagem (faixas 1, 8, 12) - Callanwolde Fine Arts Center (Atlanta, GA) - mixagem (faixas 1, 8, 9) - The Mixsuite UK & LA – mixagem (faixas 2, 4, 6, 10) - Metropolis Mastering (Londres) – masterização (faixas 1, 13 (Faixa bônus japonesa)) - Anne-Marie - artista principal, vocais (todas as faixas) - Jennifer Decilveo – vocais de fundo (faixas 1, 6, 11), sintetizador (faixas 1, 6, 11), programação de bateria (faixas 1, 11), teclados (faixas 1, 6, 11) - Tom Meredith – programação de guitarra, baixo, teclado, sintetizador e bateria (faixa 2) - MdL – programação de guitarra, baixo, teclado, sintetizador e bateria (faixa 2) - Chris Laws – bateria (faixas 3, 5, 10) - Amir Amor – bateria (faixa 3) - Steve Mac – teclados (faixas 3, 5, 10) - Paul Gendler – guitarras (faixa 3) - Thomas Foley – programação adicional de bateria e teclados (faixa 3) - Shane Tremlin – programação adicional de bateria e teclados (faixa 3) - Emily Warren – vocais de fundo (faixa 4) - Daniel 'D Rock' Hutchinson – guitarra elétrica (faixa 4) - Chris Loco – teclados, percussão (faixa 4) - John Paricelli – guitarra (faixas 5, 10) - Levi Lennox – teclado (faixa 6) - Geo – violoncelo (faixa 6) - Nick Monson – teclados (faixa 8) - Mark Nilan – teclados (faixa 8) - Jason Pebworth – teclados (faixa 9) - Jon Shave – teclados (faixa 9) - Nana Rogues – teclados, baixo (faixa 9) - Jonathan White – teclados, guitarra, baixo (faixa 9) - MNEK – teclados (faixa 9) - Team Salut – guitarra (faixa 9) - Ed Sheeran – guitarra (faixa 10) - Tom Barnes – bateria (faixa 11) - Pete Kelleher – teclados (faixa 11) - Ben Kohn – baixo e guitarra (faixa 11) - Teddy Geiger – tom (faixa 12) - Zach Nicita – tom (faixa 12) - Ilsey Juber – guitarras (faixa 12) - Brad Ellis – piano, percussão, baixo (faixas 13, 14 (Faixa bônus japonesa)), cordas (faixa 13 (Faixa bônus japonesa)), sintetizadores (faixa 14 (Faixa bônus japonesa)) | - Jennifer Decilveo – produção (faixas 1, 6) - Tom Meredith – produção, produção vocal (faixa 2) - MdL – produção (faixa 2) - Steve Mac – produção (faixas 3, 5, 10) - Amir Amor – produção adicional (faixa 3) - Chris Loco – produção (faixa 4) - Moon Willis – produção adicional (faixa 4) - Levi Lennox – produção (faixa 6) - Marshmello – produção (faixa 7) - Nick Monson – produção (faixa 8) - The Invisible Men – produção (faixa 9) - Nana Rogues – produção (faixa 9) - Jonathan White – produção (faixa 9) - MNEK – produção adicional (faixa 9) - Team Salut – produção adicional (faixa 9) - Cameron Gower Poole – produção vocal adicional (faixa 9) - TMS – produção (faixa 11) - Sam Klempner – produção adicional (faixa 11) - Teddy Geiger – produção (faixa 12) - Zach Nicita – produção (faixa 12) - Brad Ellis – produção (faixas 13, 14 (Faixa bônus japonesa)) - Stuart Hawkes – masterização (faixas 1, 13 (Faixa bônus japonesa)) - Geoff Swan – mixagem (faixas 1, 8, 12 - Jennifer Decilveo – engenharia, programação (faixas 1, 6 - Phil Tan – mixagem (faixas 2, 4, 6, 9 - Bill Zimmerman – assistente de engenharia (faixas 2, 4, 6, 9 - Tom Meredith – gravação vocal (faixa 2) - Cameron Gower Poole – gravação vocal adicional (faixas 2, 9), engenharia (faixas 4, 7, 8) - Dann Pursey – engenharia (faixas 3, 5, 10) - Chris Laws – engenharia (faixas 3, 5, 10), programação (faixa 3) - Chris Loco – programação e gravação (faixa 4) - Mark "Spike" Stent – mixagem (faixas 5, 7, 10) - Micheal Freemen – assistência de engenharia (faixas 5, 7, 10) - Marshmello – programação (faixa 7) - Benjamin Rice – engenharia (faixa 8) - Nick Monson – programação (faixa 8) - Mark Nilan – programação (faixa 8) - MNEK – gravação e programação vocal (faixa 9) - Jon Shave – programação (faixa 9) - George Astasio – programação (faixa 9) - Dylan Cooper – programação (faixa 9) - Nana Rogues – programação (faixa 9) - Jonathan White – programação (faixa 9) - Fabian Lenssen – mixagem programação (faixa 11) - Chris Bishop – engenharia vocal adicional (faixa 11) - Tom Barnes – programação (faixa 11) - Sam Klempner – programação (faixa 11) - Teddy Geiger – engenharia e programação (faixa 12) - Zach Nicita – programação (faixa 12) - Brad Ellis – mixagem (faixa 13 (Faixa bônus japonesa)) e programação (faixa 14 (Faixa bônus japonesa)) - Lexxx – mixagem (faixa 14 (Faixa bônus japonesa)) - David Emery – mixagem (faixa 14 (Faixa bônus japonesa)) - Michael Furlong – fotografia - Sam Nicholson – arte do doodle - Baby – projeto |

## Desempenho nas tabelas musicais
| Tabela musical (2018)                 | Melhor posição |
| ------------------------------------- | -------------- |
| Alemanha (Offizielle Deutsche Charts) | 24             |
| Austrália Albums (ARIA)               | 18             |
| Áustria (Ö3 Austria Top 40)           | 16             |
| Bélgica (Ultratop Valônia)            | 31             |
| Bélgica (Ultratop Flandres)           | 3              |
| Canadá (Billboard)                    | 16             |
| Coreia do Sul (GAON)                  | 3              |
| Escócia (Official Scottish Albums)    | 3              |
| Estados Unidos (Billboard 200)        | 31             |
| Espanha Albums (PROMUSICAE)           | 27             |
| Finlândia (Suomen virallinen lista)   | 11             |
| França (SNEP)                         | 66             |
| Irlanda (IRMA)                        | 4              |
| Itália Albums (FIMI)                  | 78             |
| Japão (Oricon)                        | 185            |
| Nova Zelândia Albums (RMNZ)           | 31             |
| Países Baixos (Dutch Charts)          | 17             |
| Polónia (ZPAV)                        | 40             |
| Portugal (AFP)                        | 50             |
| República Tcheca (ČNS IFPI)           | 9              |
| Reino Unido (Official Albums Chart)   | 3              |
| Suécia (Sverigetopplistan)            | 33             |
| Suíça (Schweizer Hitparade)           | 26             |

| Tabela musical (2018)                    | Posição |
| ---------------------------------------- | ------- |
| Belgian Albums (Ultratop Flanders)       | 37      |
| French Albums (SNEP)                     | 177     |
| Irish Albums (IRMA)                      | 11      |
| South Korean International Albums (Gaon) | 80      |
| UK Albums (OCC)                          | 26      |
| US Billboard 200                         | 186     |

| Tabela musical(2019)               | Posição |
| ---------------------------------- | ------- |
| Belgian Albums (Ultratop Flanders) | 162     |
| Irish Albums (IRMA)                | 42      |
| UK Albums (OCC)                    | 62      |

## Certificações
| País                                                                        | Certificação | Certificações e vendas |
| --------------------------------------------------------------------------- | ------------ | ---------------------- |
| Canadá (Music Canada)                                                       | Platina      | 80,000^                |
| Estados Unidos (RIAA)                                                       | Platina      | 1,000,000^             |
| Países Baixos (NVPI)                                                        | Ouro         | 25,000^                |
| Reino Unido (BPI)                                                           | Platina      | 300,000^               |
| ^apenas com base na certificação ‡vendas+streaming com base na certificação |              |                        |